# Heinrich Tietze
Heinrich Franz Friedrich Tietze (31 de agosto de 1880 — Munique, 17 de fevereiro de 1964) foi um matemático austríaco. É conhecido pelo teorema do prolongamento de Tietze.